# Onyx (banda)

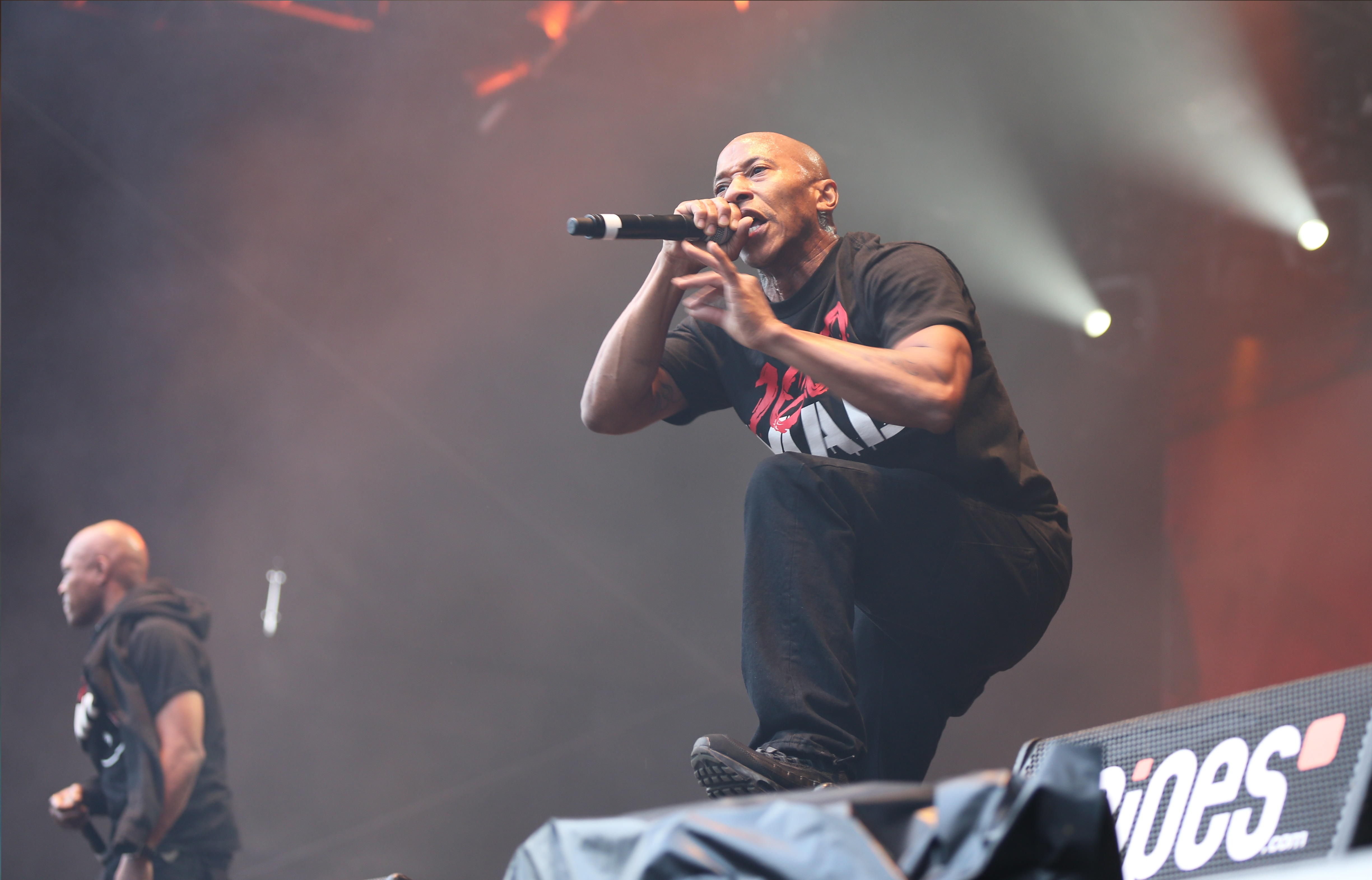
Onyx (2016)

Onyx es un grupo de rap nativo de Queens, Nueva York. Formado originalmente en 1989 por Fredro Starr, Sonee Seeza y Big DS, el grupo más tarde añadiría a Sticky Fingaz, primo de Starr, en 1991.

## Historia

### Inicios de su carrera
El grupo se formó en 1988 y Onyx lanzó su primer EP "Ah, And We Do It Like This" en 1990. La canción reveló una fuerte influencia jazz, notablemente más que en su obra posterior. En 1991 Onyx iba a presentar una demo para Jam Master Jay en Def Jam, pero Big DS y Sonee Seeza (entonces sólo conocido como "Suavé") estaban en Connecticut en aquel momento, por lo que Fredro Starr llamó a su primo Sticky Fingaz (que vivía en Brooklyn). Una vez Sticky Fingaz se unió al grupo, el grupo lanzó  Throw Ya Gunz  en 1992.
Después de la pista, Onyx firmó un contrato de grabación con Def Jam y se les prometió un álbum que se convirtió en 1993 en Bacdafucup  LP. El álbum tuvo un gran éxito comercial, incluyendo promoción en la radio y la MTV para el sencillo "Slam". Onyx también colaboró  con  Biohazard en la canción "Judgment Night", de  banda sonora del álbum del mismo nombre. Onyx también recibió elogios de la crítica, ganando el Soul Train álbum  del año. Big DS dejó el grupo después del lanzamiento del primer álbum con el fin de seguir una carrera en solitario, en última instancia, sin éxito. En 1995, Onyx lanzó su segundo álbum  All We Got Iz Us . Mientras que el álbum fue mucho menos exitoso comercialmente, resultó ser un éxito por parte de la crítica. En la edición de agosto de 2008 de la  VIBE,  All We Got Iz Us  fue catalogado como el mejor álbum de rap producido en 1995 y uno de los veinte álbumes que todo fan de hip hop debe poseer.
El lanzamiento fue seguido por otro vacío en álbumes, pero los miembros se mantuvieron en el ojo del público al aparecer en varias películas, incluyendo  Clockers,  Sunset Park (1996 ), y [para quemar []] (1995). Ambos raperos siguen apareciendo en películas y televisión, que aparece en la [[] Red FX] de El escudo y en CBS 's CSI: Miami.
Onyx regresó en 1998 con su tercer álbum  Shut 'Em Down' ', que contó con apariciones de  DMX, Recuperar Boyz, Raekwon, [ [Method Man]], Big Pun,  Noreaga y un entonces desconocido 50 Cent. Este álbum tuvo éxito crítico y comercial. El álbum produjo dos sencillos " Reaccionar" y " Shut' Em Down", este último con DMX. Después de salir de Def Jam, el grupo regresó en 2002 con  Bacdafucup Parte II  publicado el Registros Koch, seguido por el estreno de 2003  Triggernometry  en D3 Entretenimiento.
En 2014, Onyx lanzó su primer álbum en más de una década. Wakedafucup lanzado 18 de marzo de 2014.
El exmiembro Big DS lanzó un álbum en solitario después de su salida del grupo. El 22 de mayo de 2003 murió a causa de complicaciones de cáncer

### Carrera posterior
Un nuevo álbum Onyx, titulado  The Rock Negro , se rumoreó para un lanzamiento de 2006/2007, pero no fue puesto en libertad, el álbum está reprogramado para un lanzamiento en el año 2014, con un nuevo título  100% Mad . En junio de 2008, Onyx lanzó su debut en DVD: "Onyx: 15 Años de vídeos, la Historia y la violencia". El DVD contiene todos los vídeos Onyx digital vuelto a mezclar con el comentario opcional, todos los vídeos en solitario, y más de una hora de imágenes raras de todo el camino de vuelta a partir de 1992.
Onyx realizó en 2009 en la reunión anual 10 de los Juggalos. Onyx también se realizó en agosto de 2012 en la reunión anual 13 de los Juggalos en Cave-in-Rock, Illinois. En agosto de 2012, Onyx también lanzó su segundo álbum recopilatorio, titulado   Cold Case Archivos Vol. 2 . El álbum es único, ya que sólo está disponible a partir OnyxDomain.com; como la compra es digital, todos los ingresos van al grupo. El 31 de octubre de 2012 fresco de las giras en el extranjero, Onyx lanzado el video oficial en YouTube de su primer sencillo del nuevo álbum  CUZO  titulado, "vientre de la bestia", el video fue dirigido por Kevin Johnson KJ.
En 2013, fueron incluidos en el rapero estadounidense compañero ASAP Ferg 's primer álbum de estudio,' 'Trampa Señor' '.
Se anunció que la colaboración Onyx álbum Wakedafucup con el hip-hop / grupo de productores de Snowgoons sería puesto en libertad 18 de marzo de 2014. Sonny Seeza no aparece en el álbum. El álbum recibió críticas favorables por parte de  La Fuente y Revista XXL. En 2014, XXL Magazine nombró a que era uno de los mejores álbumes de hip-hop de 2014.
El 21 de abril el grupo anunció el EP "Contra todas las autoridades" con el productor de Scopic sería puesto en libertad el 5 de mayo y sería principalmente dirigido a la situación actual en los Estados Unidos.
ONYX es muy popular en Rusia. Ellos hacen colaboraciones con raperos ruso, comienzan línea de ropa y grabar música propia compañía. Sticky Fingaz decidió tomar un segundo nombre artístico en Rusia llamado "de Nigga Russkiy". Desde 2006 ONYX han actuado en más de 100 ciudades de Rusia.

### Conflictos
10 de octubre de 2015 nacionalistas ucranianos impidieron su concierto en el Kiev Sentrum Hall. La razón era que alentaban el racismo en contra de la [raza blanca]]. Este no es el primer intento de impedir una actuación de Onyx: en 2010 el partido político de Ucrania VO Svoboda envió una queja al MIA de Ucrania pidiendo prohibir cualquier actuación y prohibir la entrada en el territorio de Ucrania a todos los participantes del grupo.
En el día de la actuación de la banda en un club nocturno de Kiev, gente desconocida colocó un dispositivo de explosión justo en el club. Además, representantes de la parte requerida para llevar a organizadores de viajes de justicia, debido al hecho de que en las canciones que hay incitación a la violencia y las declaraciones racistas dirigidas a las personas con piel blanca.

## Trivia
- En apenas un mes, Bacdafucup llegó al platino.
- Se separaron de Def Jam Records debido a roces entre el grupo y la discográfica.

## Discografía
| Información del álbum |
| --- |
| Bacdafucup - Lanzado: 30 de marzo de 1993 - Certificación:2x Platino - Posición en lista Billboard 200: #17 - Posición en lista R&B/Hip-Hop: #8 - Singles: "Throw Ya Gunz"/"Blac Vagina Finda", "Bacdafucup", "Slam"/"Da Nex Niguz", "Shifftee"/"Bichasniguz" |
| All We Got Iz Us - Lanzado: 24 de octubre de 1995 - Certificación: Oro - Posición en lista Billboard 200: #22 - Posición en lista R&B/Hip-Hop: #2 - Singles: "Last Dayz"/"All We Got Iz Us", "Live Niguz"/"Walk in New York"                                  |
| Shut 'Em Down - Lanzado: 2 de junio de 1998 - Posición en lista Billboard 200: #10 - Posición en lista R&B/Hip-Hop: #3 - Singles: "Shut 'Em Down"/"Raze It Up", "The Worst", "React"/"Broke Willies"/"Shut 'Em Down (Remix)"                                  |
| Bacdafucup Part II - Lanzado: 9 de julio de 2002 - Posición en lista Billboard 200: #46 - Posición en lista R&B/Hip-Hop: #11 - Singles: "Slam Harder"/"Hold Up", "Big Trucks"/"Bring 'Em Out Dead"                                                            |
| Triggernometry - Lanzado: 12 de agosto de 2003 - BPosición en lista Billboard 200: - - Posición en lista R&B/Hip-Hop: #66 - Singles: |
| Cold Case Files: Murda Investigation - Lanzado: 19 de agosto de 2008 - Singles: |